# Lycidola beltii
Lycidola beltii är en skalbaggsart som beskrevs av Bates 1872. Lycidola beltii ingår i släktet Lycidola och familjen långhorningar.
Artens utbredningsområde är:
- Honduras.
- Nicaragua.

Inga underarter finns listade i Catalogue of Life.